# Дуэль и смерть Пушкина (Щёголев)
«Дуэль и смерть Пушкина» — книга историка литературы П. Е. Щёголева, посвящённая документальной реконструкции событий, связанных с последней дуэлью и смертью Александра Сергеевича Пушкина.
Исследование Щёголева содержит ряд впервые опубликованных документов, связанных с Пушкиным (в том числе дневник А. Н. Вульфа, материалы об отношениях Пушкина с его крестьянами, некоторые материалы, связанные с реакцией аккредитованных в Санкт-Петербурге зарубежных дипломатов на события). Первое издание книги вышло в 1916 году, затем «Дуэль и смерть Пушкина» переиздавалась в 1922 и 1928 гг., дополняемая новыми свидетельствами (в частности, Щёголев впервые установил, что в ноябре 1836 г. Николай I имел разговор с Пушкиным по поводу истории с первым вызовом Дантеса на дуэль).
В 1987 г. было предпринято переиздание книги Щёголева, приуроченное к 150-летию событий. Попытку предотвратить это переиздание предприняла группа деятелей советской культуры (Юрий Бондарев, Семён Гейченко, Николай Доризо, Леонид Леонов, Николай Скатов), опубликовавших в газете «Советская культура» открытое письмо, в котором говорилось:
Извлекается из далекого прошлого литературоведческий труд П. Е. Щёголева «Дуэль и смерть Пушкина», заслуживающий уважения за свою фактологию, но далеко не бесспорный по своим личностным концепциям. И эта сугубо научная книга Щёголева чьими-то стараниями переиздаётся сверхмассовым тиражом в 600 тыс. экземпляров. <…> Ещё в двадцатых годах чрезвычайно субъективный взгляд Щеголева на семейные отношения Пушкиных был ошибочно принят некоторыми талантливыми литераторами за абсолютную истину и внёс такое смятение в умы, что многим и многим писателям, ученым, исследователям биографии поэта стоило большого труда в течение десятилетий отстоять доброе имя самого близкого Пушкину человека, его дорогого друга, любимой женщины, матери его детей — Наталии Николаевны. И истина, казалось, восторжествовала. Вновь на могиле жены Пушкина — цветы. Но нет, кто-то будоражит общественное мнение и вновь покушается на честь поэта.
Тем не менее, книга Щёголева всё-таки была переиздана, хотя тираж её был уменьшен. На выход книги откликнулся в журнале «Литературное обозрение» литературовед О. А. Проскурин, отметивший, что труду Щёголева «суждена долгая жизнь». Зато писатель Захар Прилепин впоследствии солидаризировался с писателем Юрием Бондаревым, поэтом Николаем Доризо и другими авторами письма, выразив сожаление, что «их голоса, конечно же, не были услышаны», и осудив книгу Щёголева, в которой «на женскую честь Натальи Николаевны Гончаровой была, что называется, брошена тень».